# لیویس باس
لیویس باس (اوکراینی: Львівський автомобільний завод) شرکت اتوبوس‌سازی اوکراینی است، که در سال ۱۹۴۵ تأسیس شد.